# Pulo Baroh (Samalanga)
Pulo Baroh is een bestuurslaag in het regentschap Bireuen van de provincie Atjeh, Indonesië. Pulo Baroh telt 676 inwoners (volkstelling 2010).